# Bataille du Bajo Palacé
Guerre d'indépendance de la Colombie
Batailles
m
Première république (1810-1815)
- Bajo Palacé
- Magdalena
- Admirable
- Guerre Civile
- Nariño dans le Sud
- Río Palo
- Tolú

Reconquête espagnole (1815-1819)
- Carthagène des Indes
- Cachirí
- Cuchilla del Tambo
- La Plata
- Régime de terreur

Campagne libératrice (1819)
- Paya
- Passage des Andes
- Corrales
- Gámeza
- Pantano de Vargas
- Boyacá

Grande Colombie (1819-1824)
- Campagne fluviale et navale
- Campagne de Pasto

La bataille du Bajo Palacé est la première bataille de la guerre d'indépendance de la Colombie, livrée le 28 mars 1811.

## Contexte
Au début 1811, les rebelles indépendantistes envoient une expédition dirigée par Antonio Baraya, depuis Cali jusqu'à Popayán, bastion royaliste. Le 25 mars, la troupe campe sur les hauteur de Piendamó d'où le lendemain sont envoyés 190 hommes sous le commandement d'Atanasio Girardot, comme une avant-garde pour surveiller la route, mais Girardot désobéit aux ordres, avance jusqu'au río Cofre et occupe le pont sur le río Palacé.

## Déroulement de la bataille
Dans la matinée du 27 mars, Baraya dépêche le commandant Ignacio Torres et le capitaine Miguel Cabal avec 30 cavaliers à la recherche d'auxiliaires envoyés de Neiva. Pendant ce temps, le gouverneur de Popayán, Miguel Tacón y Rosique (es), vicomte de Bayano, marquis de l'Union de Cuba, lieutenant-colonel de l'armée royale et capitaine de la marine, qui dirige les troupes royalistes décide d'attaquer le pont de Palacé. 
Le lendemain à l'aube, il prend d'assaut l'endroit et force les troupes de Girardot à fuir. Toutefois, Baraya arrive à midi avec le gros des troupes patriotes et des renforts en provenance de Neiva.
À la fin de la journée l'endroit est entre les mains des séparatistes alors que Tacón s'échappe avec ses troupes à San Juan de Pasto, qui devient le principal bastion royaliste de Nouvelle-Grenade.

## Conséquences
L'armée patriote reste sur le champ de bataille et le 29 établit son campement tout près de Popayán où elle demeure jusqu'au 2 avril lorsqu'elle fait une entrée triomphale dans la ville.